# Rockefeller

Wappen der Familie Rockefeller

Die Familie Rockefeller wurde durch den Unternehmer John D. Rockefeller und seinen Bruder William Rockefeller bekannt. Sie waren Mitbegründer einer Erdölraffinerie, aus der 1870 die Standard Oil Company hervorging, die 1911 erzwungenermaßen aufgelöst wurde. Diese beiden Brüder waren die Söhne von William Avery Rockefeller (1810–1906), einem Hausierer und Quacksalber, und dessen Frau Eliza Davison Rockefeller (1813–1889). John D. Rockefeller gilt als erster Milliardär der Weltgeschichte (im Jahr 1916, in US-Dollar gerechnet) und als der reichste Mensch der Neuzeit. Der Name Rockefeller wird in Verbindung mit großem Reichtum gebracht.

## Ursprung und Familiengeschichte
Der erste belegte Vorfahre der Rockefellers ist Goddard (bzw. Gotthart) Rockenfeller (* 1590 in Fahr, heute Neuwied). Der Name ist eine Herkunftsbezeichnung, die sich von dem Namen der Siedlung Rockenfeld ableitet (1280 erstmals urkundlich erwähnt als Rukenvelt, wegen der Lage auf dem ersten Höhenrücken zwischen Rhein und Westerwald). Heute gehört Rockenfeld zum Neuwieder Stadtteil Feldkirchen (Rheinland-Pfalz); der Ort wurde aufgegeben und 1995 das letzte Haus abgerissen. Der Familienname Rockenfeller ist in Neuwied bis heute relativ häufig zu finden.
Goddards Enkel Johann Peter (1682–1763) und sein Urenkel Johann Thiell (1695–1769) wanderten mit ihren Familien nach New Jersey und New York aus. Dort nannten sie sich Rockefeller.
Johann Peter Rockefellers Urenkel Godfrey Lewis Rockefeller (1783/1784–1857) heiratete 1806 in Livingston, New York, Lucy Avery aus der 7. Generation des Groton-Avery-Clans in Connecticut. Lucy Averys Ururgroßmutter war Susannah Palmes, Ehefrau von Samuel Avery aus New London, Connecticut, von königlicher Abstammung. Sie war die Enkelin von John Humfrey, der in England Lady Susan heiratete, die Tochter des 3. Earl of Lincoln, eines Abkömmlings von Edmund II. „Ironside“, König von England, der wiederum von einigen Königen von Schottland, Frankreich und Spanien abstammte.
Der älteste Sohn von Godfrey Lewis Rockefeller und Lucy Avery, William Avery Rockefeller (1810–1906), heiratete Eliza Davison, und John Davison Rockefeller war ihr ältester Sohn, das zweite Kind von insgesamt sechs. Eliza, die Mutter von John Davison, war die Tochter von John Davison, einem wohlhabenden Farmer in Niles Township, Cayuga County, New York. Die Davisons waren eine alte New-Jersey-Familie mit englischen und schottischen Vorfahren.

## Vermögen
Das kombinierte Vermögen der Familie, also die Bilanzsumme der Investitionen sowie der individuelle Reichtum der einzelnen Mitglieder, wurde noch nie mit Genauigkeit bestimmt. Die Familienarchive sind in Bezug auf das Vermögen für die Öffentlichkeit verschlossen.
Der Großteil des Vermögens liegt in den Familienstiftungen von 1934 und 1952, beide Organisationen wurden von der Chase Manhattan Bank verwaltet. Diese Organisationen halten Aktien der Nachfolgerunternehmen von Standard Oil, diverse andere Anlagen sowie den erheblichen Immobilienbesitz der Familie.
Die Verwaltung des Reichtums wird von professionellen Vermögensverwaltern übernommen, die auch die Holdinggesellschaft Rockefeller Financial Services beaufsichtigen. Der leitende Vorsitzende war 2015 David Rockefeller Jr.

## Familienmitglieder
Godfrey Rockefeller ⚭ 1806 Lucy Avery in Livingston. Deren Sohn

Eliza Davison und William Avery Rockefeller

William Avery Rockefeller (1810–1906) ⚭ am 18. Februar 1837 Eliza Davison (1813–1889)
- John D. Rockefeller (1839–1937) ⚭ Laura Spelman Rockefeller (1839–1915)
  - Elizabeth Rockefeller (1866–1906)
  - Alta Rockefeller (1871–1962)
  - Edith Rockefeller (1872–1932)
  - John D. Rockefeller, Jr. (1874–1960) ⚭ Abby Aldrich Rockefeller (1874–1948)
    - Abby Rockefeller Mauzé (1903–1976)
    - John D. Rockefeller III (1906–1978) ⚭ Blanchette Ferry Rockefeller (1909–1992)
      - John D. Rockefeller IV (* 1937) ⚭ Sharon Percy Rockefeller (* 1944)
      - Hope Rockefeller Aldrich (* 1938)
      - Alida Rockefeller Messinger (* 1948/1949) ⚭1 Mark Dayton (* 1947); ⚭2 William Messinger

    - Nelson Rockefeller (1908–1979) ⚭1 Mary Todhunter Clark Rockefeller (1907–1999); ⚭2 Happy Rockefeller (1926–2015)
      - Rodman Rockefeller (1932–2000)
      - Ann Clark Rockefeller Roberts (* 1934)
      - Steven C. Rockefeller (* 1936)
      - Michael Rockefeller (1938–1961)
      - Mary Clark Rockefeller († 1938)
      - Nelson Aldrich Rockefeller Jr. (* 1964)[3]
      - Mark Fitler Rockefeller (* 1967)[3]

    - Laurance Rockefeller (1910–2004)
      - Laurance Rockefeller (* 1944)
      - Lucy Rockefeller Waletzky (* 1941)
      - Marion Rockefeller Weber (* 1938)
      - Laura Rockefeller Chasin (* 1936)

    - Winthrop Rockefeller (1912–1973) ⚭ Barbara Sears Rockefeller (1917–2008)
      - Winthrop Paul Rockefeller (1948–2006)

    - David Rockefeller (1915–2017) ⚭ Margaret McGrath Rockefeller (1915–1996)
      - David Rockefeller Jr. (* 1941)
      - Abby Rockefeller (* 1943)
      - Neva Rockefeller Goodwin (* 1944)
      - Peggy Dulany Rockefeller (* 1947)
      - Richard Rockefeller (1949–2014)
      - Eileen Rockefeller Growald (* 1952)
- William Rockefeller (1841–1922) ⚭ Almira Geraldine Goodsell (1843–1920)
  - Emma Rockefeller McAlpin (1868–1934)
  - William Goodsell Rockefeller (1870–1922) ⚭ Sarah Elizabeth Stillman (1872–1935)
    - William Avery Rockefeller II (1896–1973)
    - Godfrey Stillman Rockefeller (1899–1983)
    - James Stillman Rockefeller (1902–2004)
    - John Sterling Rockefeller (1904–1988)
    - Almira Rockefeller (1907–1997)

  - Percy Avery Rockefeller (1878–1934) ⚭ Isabel Goodrich Stillman (1876–1935)
    - Isabel Rockefeller Lincoln (1902–1980)
    - Avery Rockefeller (1903–1986) ⚭ Anna Griffith Mark (1906–1996)
      - Avery Rockefeller (1924–1979)

    - Winifred Rockefeller Emeny (1904–1951)
    - Faith Rockefeller Model (1909–1960)
    - Gladys Rockefeller Underhill (1910–1988)

  - Geraldine Rockefeller Dodge (1882–1973)
- Franklin „Frank“ Rockefeller (1845–1917) ⚭ am 12. Oktober 1870 Helen Elizabeth Scofield

## Organisationen

### Organisationen dieses Namens
Mitglieder der Familie Rockefeller gründeten gemeinnützige Organisationen oder Stiftungen, die ihren Namen tragen.
- Rockefeller Foundation
- Rockefeller Brothers Fund
- Rockefeller Family Fund
- David Rockefeller Fund
- Rockefeller Archive Center

Gebäude:
- Rockefeller Center
- Rockefeller Memorial Chapel at the University of Chicago
- Rockefeller Apartments – Ein Wohngebäude in Midtown Manhattan

Auch Forschungseinrichtungen wurden nach der Familie Rockefeller benannt.
- Abby Aldrich Rockefeller Folk Art Museum
- David Rockefeller Center for Latin American Studies
- Nelson A. Rockefeller Institute of Government
- Rockefeller-Museum (früher „Palestine Archaeological Museum“)
- Rockefeller College, Teil der Princeton University
- Rockefeller University, früher Rockefeller Institute for Medical Research
- Rockefeller Incentive Elementary School, Little  Rock, Arkansas.

### Weitere Organisationen
Mitglieder der Familie waren zudem an der Gründung zahlreicher weiterer Stiftungen, Denkfabriken, Konferenzen, Non-Profits und Bildungseinrichtungen beteiligt, dazu gehören:
- Asia Society
- Central Philippine University
- Council of the Americas
- Council on Foreign Relations
- General Education Board
- Group of Thirty
- International Rice Research Institute
- Memorial Sloan Kettering Cancer Center
- Museum of Modern Art
- New York Cancer Hospital
- Population Council
- Social Science Research Council
- Trilaterale Kommission
- University of Chicago

### Unternehmen
Im Folgenden ist eine Auflistung von bedeutenden Unternehmen, an denen die Familie Rockefeller eine Mehrheitsbeteiligung oder eine anderweitig signifikante Beteiligung hält oder hielt:
- ASARCO
- Anaconda Copper Mining Company
- Apple
- Arabian-American Oil Company
- Atchison, Topeka and Santa Fe Railway
- Baltimore and Ohio Railroad
- Chase Manhattan Bank
- Chicago, Milwaukee, St. Paul and Pacific Railroad
- Chrysler
- Consolidation Coal Company
- Consolidated Edison
- Continental Oil
- Cushman & Wakefield
- Eastern Air Lines
- Intel
- McDonnell Aircraft
- Ohio Oil Company
- National City Bank of New York
- Pennzoil
- Piasecki Helicopter
- Reaction Motors
- RKO Pictures
- Rockefeller Capital Management
- Socal
- Mobil
- Standard Oil Company (1911 aufgespalten)
- US Steel
- Venrock
- Western Maryland Railway